# Pseudacanthoneura
Pseudacanthoneura är ett släkte av tvåvingar. Pseudacanthoneura ingår i familjen borrflugor.
Kladogram enligt Catalogue of Life:
| Pseudacanthoneura | \| \| Pseudacanthoneura aberrans \| \| \| \| \| \| Pseudacanthoneura sexguttata \| \| \| \| |
|                   | \| \| Pseudacanthoneura aberrans \| \| \| \| \| \| Pseudacanthoneura sexguttata \| \| \| \| |
|                   | Pseudacanthoneura aberrans                                                                  |
|                   |                                                                                             |
|                   | Pseudacanthoneura sexguttata                                                                |
|                   |                                                                                             |